# Selysioneura virgula
Selysioneura virgula – gatunek ważki z rodziny Isostictidae.